# Queusse de Gargantua
La Queusse de Gargantua est un menhir situé sur le territoire de la commune de Borest, dans le sud du département de l'Oise en France.

## Protection
Le menhir est classé Monument historique par arrêté du 10 juillet 1944.

## Description
Le menhir est un monolithe en grès. Il mesure 3,30 m de hauteur, 2,30 m de largeur et serait enfoncé sur 1,63 m de profondeur.

## Folklore
Le menhir est la pierre à aiguiser (queusse en patois local)  de Gargantua .